# L'Herbe verte de chez nous
Pour la chanson, voir Green, Green Grass of Home (chanson).
Pour plus de détails, voir Fiche technique et Distribution.
L’Herbe verte de chez nous (Green, Green Grass of Home ; 在那河畔青草青, Zài nà hépàn qīngcǎo qīng) est un film taïwanais réalisé par Hou Hsiao-hsien, sorti en 1983. 
Ce film a été principalement tourné à Neiwan, Taïwan.

## Synopsis
Dans un petit village de montagne, un nouvel instituteur arrive.

## Fiche technique
- Titre : L'Herbe verte de chez nous
- Titre en anglais : Green, Green Grass of Home
- Titre original : 在那河畔青草青, Zài nà hépàn qīngcǎo qīng
- Réalisation et scénario : Hou Hsiao-hsien
- Pays d'origine : Taïwan
- Format : Couleurs - 2,35:1 - Mono - 35 mm
- Genre : Drame
- Durée : 90 minutes
- Date de sortie : 1983

## Distribution
- Kenny Bee : Da-nian
- Meifeng Chen : Su-yun
- Ling Jiang : Xian-wang